# Ambassade des États-Unis au Luxembourg
L'ambassade des États-Unis au Luxembourg est la représentation diplomatique des États-Unis auprès du Luxembourg. Elle est située à Luxembourg, la capitale. 

## Histoire
Les États-Unis entretiennent des relations diplomatiques avec le Luxembourg depuis 1903.
De 1903 à 1923, l'ambassadeur aux Pays-Bas sert concomitamment comme ambassadeur au Luxembourg.
De 1923 jusqu'à la Seconde Guerre mondiale, l'ambassadeur en Belgique est également été ambassadeur au Luxembourg.
Pendant la Seconde Guerre mondiale, les États-Unis entretiennent des relations diplomatiques avec le gouvernement luxembourgeois en exil,.
Après la Seconde Guerre mondiale, les États-Unis reviennent à la nomination d'un ambassadeur en Belgique en même temps ambassadeur au Luxembourg.
Depuis 1956, le poste d'ambassadeur des États-Unis au Luxembourg est distinct de ceux en Belgique ou aux Pays-Bas.

## Ambassadeurs

### Ambassadeurs aux Pays-Bas et au Luxembourg
- 1903-1905 : Stanford Newel (en)
- 1905-1908 : David Jayne Hill (en)[8]
- 1908-1911 : Arthur M. Beaupre (en)[8]
- 1911-1913 : Lloyd Bryce (en)[8]
- 1913-1917 : Henry van Dyke[8]
- 1917-1919 : John W. Garrett (diplomat) (en)[8]
- 1920-1922 : William Phillips (diplomat) (en)[8]
- 1923 : Richard M. Tobin (en)[9]

### Ambassadeurs auprès du gouvernement luxembourgeois en exil
- 1941-1943 : Jay Pierrepont Moffat (en)[10]
- 1943 : Ray Atherton (en)[10]
- 1943 : Anthony Joseph Drexel Biddle Jr. (en)[9],[11]
- 1944 : Rudolf E. Schoenfeld[12]

### Ambassadeurs en Belgique et au Luxembourg
- 1944-1945 : Charles W. Sawyer[13]
- 1946-1949 : Alan Goodrich Kirk[13]
- 1949-1953 : Perle Mesta
- 1953-1956 : Wiley T. Buchanan, Jr.

### Ambassadeurs au Luxembourg
- 1956 : Wiley T. Buchanan, Jr.
- 1957-1960 : Vinton Chapin
- 1960-1961 : A. Burks Summers
- 1961-1962 : James Wine
- 1962-1965 : William R. Rivkin (en)
- 1965-1967 : Patricia Roberts Harris
- 1967-1969 : George J. Feldman
- 1969-1972 : Kingdon Gould Jr. (en)
- 1973-1976 : Ruth Lewis Farkas
- 1976-1977 : Rosemary L. Ginn
- 1977-1981 : James G. Lowenstein
- 1981-1985 : John E. Dolibois (en)
- 1985-1990 : Jean Broward Shevlin Gerard
- Frederick Morris Bush[9]
- 1990-1994 : Edward Morgan Rowell
- 1994-1999 : Clay Constantinou (en)
- 1999-2001 : James Hormel (en)
- 2001-2002 : Gerald Loftus
- 2002-2005 : Peter Terpeluk Jr. (en)
- 2005-2009 : Ann Wagner
- 2009-2011 : Cynthia Stroum (en)
- 2011-2015 : Robert A. Mandell (en)
- 2016-2017 : David McKean
- 2018-2021 : Randy Evans
- 2021-2022 : Casey Mace (chargé d'affaires)
- 2022-2025 : Tom Barrett